# Quarten
Quarten é uma comuna da Suíça, no Cantão São Galo, com cerca de 2.772 habitantes. Estende-se por uma área de 61,76 km², de densidade populacional de 45 hab/km². Confina com as seguintes comunas: Alt Sankt Johann, Amden, Engi (GL), Flums, Mühlehorn (GL), Obstalden (GL), Sool (GL), Walenstadt.
A língua oficial nesta comuna é o Alemão.